# Jiménez (Costa Rica)
Jiménez è un distretto della Costa Rica facente parte del cantone di Pococí, nella provincia di Limón.